# ماریانا سربزوا
ماریانا سربزوا (بلغاری: Марияна Сербезова؛ زادهٔ ۱۵ نوامبر ۱۹۵۹) قایقران روئینگ اهل بلغارستان است.